# Intimitätskoordinator
Ein Intimitätskoordinator (weiblich: Intimitätskoordinatorin) berät und betreut im Theater oder in Film- beziehungsweise Fernsehproduktionen Schauspieler und den Stab, insbesondere die Regie, bei der Umsetzung intimer und Sexszenen mit dem Ziel, dass ein respektvoller und sicherer Umgang zwischen den Beteiligten herrscht und keine sexuelle Belästigung geschieht.
Die Tätigkeit ist vergleichbar mit der eines Stuntkoordinators oder Bühnenkampfchoreografen, da eine Choreografie und ein konsensbasierter Rahmen entwickelt werden, vom Intimitätskoordinator bei intimen Szenen und vom Stuntkoordinator bei Actionsequenzen, die beide jeweils physische Berührungen zwischen den Schauspielern erfordern.

## Bezeichnungen
Im Englischen werden neben den generellen Bezeichnungen intimacy professional/specialist (Fachkraft) für das Theater intimacy director und für Film und Fernsehen intimacy coordinator unterschieden. Der Unterschied lässt sich auch so fassen, dass intimacy directors für Live-Darstellungen und intimacy coordinators für aufgezeichnete Darstellungen zuständig sind. Insbesondere beim Theater gibt es auch die Bezeichnung intimacy choreographer, der auf den Schritt des Choreographierens intimer Szenen spezialisiert sein kann, aber häufiger synonym mit intimacy director verwendet wird, welcher die gesamten Tätigkeiten abdeckt. Zusammen mit Bewegungscoaches und Kampfchoreografen werden sie unter dem Oberbegriff movement practitioner (etwa Bewegungs-Fachkräfte) der Bühnen-, Fernseh- und Filmindustrie zusammengefasst.
In Deutschland wird auch häufig der Begriff Intimitätscoach/Intimitäts-Coach oder intimacy coach verwendet. Dieser bezeichnet allerdings bereits Psychologen, welche im Bereich der Paar- und Sexualtherapie Paare zu Fragen und Problemen in ihrer Partnerschaft beraten. Daher ist die offizielle Berufsbezeichnung für Film/Fernsehen und Theater nur Intimitätskoordinator.

## Geschichte

### Entstehung des Berufs und Gründung von Vereinigungen
Für viele Intimitätskoordinatoren entstand die Idee und der Bedarf ihrer Tätigkeiten daraus, dass für physische Szenen und Gewaltdarstellungen Choreografien und Stuntkoordinatoren erforderlich sind, während Regisseure für intime Szenen vorsehen, dass die Schauspieler improvisieren, was zu Grenzüberschreitungen führen kann.
Tänzerin und Bewegungscoach Ita O’Brien stellte 2014 Untersuchungen dazu an, wie ihre Schauspieler sich am Set sicher fühlen könnten, und präsentierte die Ergebnisse in einem Video mit dem Titel „Does My Sex Offend You?“. Sie erstellte Richtlinien, die sie seit April 2015 an Schauspielschulen unterrichtete, und gründete Intimacy on Set.
2016 gründeten die Schauspielerinnen und Kampfchoreografinnen Alicia Rhodis und Siobhan Richardson mit Tonia Sina, die 2004 in ihrer Abschlussthesis „Intimate Encounters; Staging Intimacy and Sensuality“ den Begriff Intimacy Directors erfunden hatte, Intimacy Directors International (IDI). Ihnen schloss sich bald darauf Claire Warden an. Ziel der Organisation war, Vorgehensweisen und Abläufe zu standardisieren, mit denen Missbrauch an Filmsets verhindert werden soll, wozu sie mit der Screen Actors Guild zusammenarbeiteten. Aufgrund der Wahl von Donald Trump zum Präsidenten der Vereinigten Staaten 2016, der Entdeckung des Weinstein-Skandals im Oktober 2017 und des Aufkommens der MeToo-Bewegung stieg das Bewusstsein und Interesse von Filmemachern, Fachkräfte für intime Szenen zu engagieren. Die britische Abteilung der IDI wurde aus der 2016 von Lizzy Talbot, Claire Warden und Yarit Dor gegründeten Theatre Intimacy entwickelt und 2020 in Intimacy for Stage and Screen umbenannt. 2020 gründeten Rhodis, Maria Percy und Jessica Steinrock Intimacy Directors & Coordinators (IDC). Diese ist die führende Ausbildungs- und Akkreditierungsorganisation und vergibt Zertifikate sowohl für Intimacy Coordinators als auch Directors.

### Etablierung im Fernsehen
Schauspielerin Emily Meade, die in der Serie The Deuce von David Simon und George P. Pelecanos für HBO spielte, fragte im Winter 2017 bei diesen nach einem professionellen Beistand für die Sexszenen an, worauf diese über die IDI Rhodis für die Dreharbeiten der zweiten Staffel im Frühling 2018 engagierten. Nachdem Simon in einem Interview geäußert hatte, dass er nie wieder ohne einen Intimitätskoordinator arbeiten wolle, kündigte HBO im Oktober 2018 an, für alle Filme und Serien, die intime Szenen beinhalten, einen Intimitätskoordinator einzustellen.
2018 stellte Netflix das erste Mal mit O’Brien für Sex Education einen Intimitätskoordinator ein. Bei der Verleihung der British Academy Television Awards 2021 waren sechs Produktionen nominiert, an denen O’Brien als Intimitätskoordinatorin beteiligt gewesen war. Michaela Coel, die Auszeichnungen für I May Destroy You gewann, dankte O’Brien in ihrer Rede und sagte: „[Intimitätskoordinatoren] sorgen für physische, emotionale und professionelle Grenzen, damit wir Werke über Ausbeutung, mangelnden Respekt und Machtmissbrauch schaffen können, ohne in dem Prozess ausgebeutet oder missbraucht zu werden.“ Ihre Anleitungen seien essenziell für die Serie gewesen und jede Produktionsfirma solle am Set auf diese Unterstützung zurückgreifen.
Time’s Up UK forderte im Juni 2021, dass der Einsatz von Intimitätskoordinatoren bei Dreharbeiten in Großbritannien verpflichtend werden solle. Im Oktober 2021 erklärte die britische Rundfunkanstalt BBC für alle ihre Fernsehsendungen Intimitätskoordinatoren für verpflichtend. Die britische Mediengewerkschaft BECTU startete im Dezember 2024 das erste britische Register für Intimitätskoordinatoren.

### Regulierung und Repräsentation durch die SAG-AFTRA
Die amerikanische Gewerkschaft für Filmschaffende SAG-AFTRA schuf im Januar 2020 Richtlinien für die Arbeit mit Intimitätskoordinatoren, die mit Repräsentanten von IDI und der von Amanda Blumenthal gegründeten Intimacy Professionals Association entwickelt wurden, sowie im April 2021 ein Akkreditierungsprogramm und ein Register für akkreditierte Intimitätskoordinatoren. Anhand dessen veröffentlichte sie im Juni 2022 eine Liste qualifizierter und trainierter Intimitätskoordinatoren.
Nach dem Streik der SAG-AFTRA sind in dem im November 2023 neu ausgehandelten Vertrag mit der AMPTP Intimitätskoordinatoren erstmals miterwähnt in einem neuen Abschnitt zur Prävention von sexuellem Missbrauch. Im Februar 2024 verschärfte die SAG-AFTRA die Regeln für Intimitätskoordinatoren in ihren Richtlinien hinsichtlich der Wahrung von Vertraulichkeit abseits eines Sets. Im September 2024 stellte die SAG-AFTRA einen Wahlantrag beim National Labor Relations Board, um in Zukunft bei der AMPTP beschäftigte Intimitätskoordinatoren zu vertreten und gewerkschaftlich zu organisieren. Die Gruppe an Intimitätskoordinatoren stimmte dem im November 2024 einstimmig zu.

### Situation in Deutschland
Die erste deutsche Intimitätskoordinatorin wurde die Schauspielerin Julia Effertz. In Deutschland ist die Ausbildung der Intimitätskoordination noch nicht standardisiert und immer noch nur begrenzt möglich. 2021 nahm das Medienboard Berlin-Brandenburg die Kosten für Intimitätskoordination in seinen Förderkatalog auf. In dem Jahr entstand aus einer Fusion des Netzwerks Intimitätskoordination mit dem bereits 2019 gegründeten Berufsverband Kampfchoreografie e.V. der Bundesverband Intimitätskoordination und Kampfchoreografie (BIK), der Workshops und Seminare anbietet. Die vom BIK gelisteten Intimitätskoordinatoren haben ihre Ausbildung bei internationalen Organisationen absolviert und waren häufig von Netflix gesponsert. 2022 und 2023 wurde durch den Culture Change Hub eine mehrmonatige Weiterbildung angeboten. In der Woche der Berlinale 2024 fand in Berlin eine Internationale Konferenz mit Programmen von über 40 Intimitätsexperten und 15 IC-Organisationen statt. 2024 wurde die erste Juniorprofessur für Intimitätskoordination in Deutschland an der Robert Schumann Hochschule Düsseldorf mit der Schauspielerin Hanna Werth besetzt.
Eine Gruppe internationaler Intimitätskoordinatorinnen gründete 2020 die Intimacy Practitioners Guild (IPG), die Intimitätsexperten in Europa organisiert und auch Mitglieder aus Deutschland enthält. Die Mindeststandards für ihre Mitglieder basieren auf den etablierten internationalen Standards für Intimitätspraktizierende.

### Weiteres
Die erste zertifizierte Intimitätskoordinatorin in Indien wurde die Regieassistentin Aastha Khanna, die während des ersten Covid-19-Lockdowns ein Training unter Amanda Blumenthal absolvierte. Sie gründete The Intimacy Collective, um weitere Menschen in ihrem Land zu trainieren und zu zertifizieren. Sie arbeitete unter anderem an dem Film Gehraiyaan in einem Team unter der Leitung von Dar Gai. Der Film erhielt lobende Aufmerksamkeit dafür, dass Gai auch auf dem Filmposter als Intimacy Director aufgelistet wurde.
Im Januar 2022 wurde O’Brien für eine Produktion des Royal Opera House die erste Intimitätskoordinatorin, die im Vereinigten Königreich für eine Oper engagiert wurde.
Für September 2023 richtete O’Brien einen zweijährigen Kurs an der Mountview Academy of Theatre Arts in Partnerschaft mit der University of East Anglia für den weltweit ersten Abschluss in Intimacy Practice ein. Die National Film and Television School entwickelte einen sechsmonatigen Intensivkurs, der von Haley Muraleedharan ab Mai 2024 ausgeführt wurde.
Mit Baldur’s Gate 3, das im August 2023 erschien, soll das erste Mal ein Intimitätskoordinator für ein Computerspiel engagiert worden sein.

## Funktionen
Amanda Blumenthal von der Intimacy Professionals Association bezeichnet den Beruf als „teils Vermittler, teils Berater, teils Choreograf“.

### Prinzipien und Begriffe
Die Intimacy Directors International stellte als Prinzipien für sichere Intimität die sogenannten fünf Cs auf:
- Context: Zwischen den Entwicklern der Szene sowie den Schauspielern werden das Verständnis und der Kontext der Szene abgeklärt, damit Intimität immer der Geschichte dient.
- Communication: Zwischen allen Beteiligten soll eine fortlaufende Kommunikation und die Möglichkeit zur Diskussion, auch um Unbehagen und Überschreitungen zu melden, bestehen.
- Consent: Für alle Beteiligten werden individuelle Grenzen bestimmt sowie festgelegt, welchen Handlungen und Berührungen sie für eine Szene zustimmen.
- Choreography: Basierend auf dem vereinbarten Konsent wird eine sichere Choreographie erstellt und im Dreh umgesetzt, von der nicht ohne Absprache abgewichen werden darf. An einem Schauspieler soll nicht spontan eine unvorbereitete Handlung oder Berührung ausgeführt werden, der die Person nicht zugestimmt hat.
- Closure: Nach Durchführung der Szene soll mit einem abschließenden Moment wie etwa einem kleinen Ritual das Ende der Intimität markiert und eine Grenze zwischen dem Persönlichen und Professionellen gezogen werden.[37]

Ita O’Brien betont, der Schlüssel sei consent (= Zustimmung), also dass die Schauspieler den geplanten Handlungen und Berührungen zustimmen, und es Strategien gibt, bei Handlungen einzugreifen, denen sie nicht zugestimmt haben und bei denen sie sich unwohl fühlen. Sexszenen sollten auf dieselbe Weise behandelt werden wie Kampfszenen: In beiden Fällen werden physische Handlungen abgesprochen und choreografiert, um die Sicherheit der Handelnden zu gewähren.
Für eine Erläuterung des Begriffs consent im Kontext simulierter Darstellungen entwickelte die IDC aus dem von Planned Parenthood verwendeten Akronym FRIES für sexuelle Begegnungen das abgewandelte Akronym CRISP. FRIES steht dafür, dass die Zustimmung frei gegeben, umkehrbar, informiert, enthusiastisch und spezifisch (Freely Given, Reversible, Informed, Enthusiastic, Specific) sein soll. Da das Performen von Intimität für die Schauspieler gleichzeitig ein Teil ihres Berufs in einer Industrie mit einer Machtdynamik als auch ein verletzlicher Akt sei, würden „freely given“ und „enthusiastic“ nicht passen. Sie wurden durch „überlegt/berücksichtigt“ und „mitbeteiligt“ (considered, participatory) ersetzt.
Neben Training zu allgemeinen Aspekten von Intimität, Konsens und Choreographie spezialisieren Intimitätskoordinatoren sich häufig, entsprechend ihres eigenen Hintergrunds, auf spezifische Formen von Intimität und Körpern. Brooke Haneys Handbuch enthält beispielsweise Kapitel über Spezialisierung zur Intimitätsarbeit mit Minderjährigen, Menschen mit Behinderungen oder Übergewichtigen, zu queerer Intimität und sexueller Gewalt.

### Tätigkeiten
Da in der Filmindustrie keine einheitlichen Definitionen existieren, was alles als Nacktheit, Intimität und Sex gilt, liegt es an dem Intimitätskoordinator, sowohl solche Begriffe am Set klar zu definieren und zu benennen als auch für die Beschreibung intimer Szenen und Handlungen neutrale, nicht geschlechtsbezogene oder sexuell konnotierte Formulierungen durchzusetzen. In der Präproduktion identifiziert ein Intimitätskoordinator anhand des Drehbuchs die intimen Szenen und bespricht zunächst mit dem Autor, was mit Formulierungen gemeint ist, und mit dem Regisseur, wie er sich die Szene vorstellt, was schließlich den Schauspielern vermittelt wird.
O’Brien berichtet auch, dass sie manchmal zunächst in einem Workshop mit Besetzung und Crew ihre Richtlinien durchgeht. Mit den Schauspielern wird vor dem Drehtag die Szene und mögliche Bedenken diskutiert. Nach jeder Szene und auch einige Tage später wird mit denselben Personen Rücksprache gehalten, ob sie mit dem Ergebnis zufrieden sind und sich sicher und wohl fühlten. Während des Drehs geht es darum, sich bei Nacktszenen um die Schauspieler zu kümmern und dafür zu sorgen, dass die Produktionsumstände für diese angenehm und sicher sind, etwa mit der Bereitstellung von Bedeckung, Schutzkissen und Getränken. Der Intimitätskoordinator führt den Überblick über die von den Schauspielern festgelegten Grenzen und akzeptierten Handlungen, um darauf zu achten, dass diese eingehalten werden, und bei Übertritten einschreiten zu können.
Der Intimitätskoordinator arbeitet mit verschiedenen Bereichen der Produktion und Ausstattung zusammen, um die Wünsche und Grenzen der Schauspieler zu gewährleisten, beispielsweise mit dem Kamera- und Beleuchtungsteam, um abzuklären, in welchen Blickwinkeln und mit welchen nackten Körperstellen ein Schauspieler gezeigt wird, oder mit dem Make-up- und Bekleidungsteam; spielt in einer entsprechenden Szene auch Gewalt eine Rolle, wird eine Vermittlung zum Stunt Coordinator hergestellt.

## Personen (Produktionen)
Folgende Nennungen stellen eine Auswahl dar:

### Englischsprachiger Raum
Vereinigte Staaten
- Amanda Blumenthal: Euphoria (2019), Carnival Row (ab Staffel 2 2019), The Affair (ab Staffel 5 2019), The L Word: Generation Q (2019–2020), The White Lotus (2021), Being the Ricardos (2021), Swimming with Sharks (2022), Pachinko – Ein einfaches Leben (2022), Carnival Row (Staffel 2 2023)
- Alicia Rodis: The Deuce (ab Staffel 2 2018–2019), I Know This Much Is True (2020), Mare of Easttown (2021), And Just Like That … (seit 2021), Pretty Little Liars: Original Sin (seit 2022), The Other Two (Staffel 3 2023)
- Mam Smith: Westworld (Staffel 3 2020), In Treatment – Der Therapeut (Staffel 4 2021), Noch nie in meinem Leben … (Staffel 2 2021), Ruthless (2021–2022), Welcome to Chippendales (2022), Special Ops: Lioness (2023), Challengers – Rivalen (2024)
- Jessica Steinrock: Animal Kingdom (Staffel 4 2019), Little Fires Everywhere (2020), The Iron Claw (2023)
- Claire Warden: West Side Story (2021), Gossip Girl (2021), Dickinson (Staffel 3 2021)
- Marcus Watson: Halston (2021), Bros (2022), American Horror Story: NYC (2022), No Hard Feelings (2023), Maestro (2023)

Vereinigtes Königreich
- Vanessa Coffey: Fate: The Winx Saga (2021–2022), Outlander (ab 2022), Good Omens (2023), The Buccaneers (2023), Vikings: Valhalla (2023), House of the Dragon (2024)
- Yarit Dor: Domina (2021), The Girlfriend Experience (Staffel 3 2021), Das Rad der Zeit(seit 2021), Pistol (2022), Glass Onion: A Knives Out Mystery (2022), Shadow and Bone – Legenden der Grisha (Staffel 2 2023), We Were the Lucky Ones (2024)
- Robbie Taylor Hunt (auch Neuseeland): Pearl (2022), You – Du wirst mich lieben (Staffel 4 2023), Royal Blue (2023), Mary & George (2024)
- Miriam Lucia: Industry (2020), The Last Kingdom (2022), House of the Dragon (2022), The Nevers (2022), Saltburn (2023)
- Ita O’Brien: Philip K. Dick’s Electric Dreams (2017–2018), Watchmen (2019), Sex Education (2019–2021), Pennyworth (2019–2020), Gentleman Jack (2019–2022), Gangs of London (2020), I May Destroy You (2020), Roadkill (2020), It’s a Sin (2021), Sie weiß von Dir (2021), Master of None (Staffel 3 2021), Foundation (2021–2023), Vikings: Valhalla (2022), My Lady Jane (2024)
- Enric Ortuño: Bridgerton (2020), Die Bande aus der Baker Street (2021), Domina (2021), Sandman (2022), You & Me (2023), Ein Gentleman in Moskau (2024)
- Lizzy Talbot: Bridgerton (seit 2020), The Nevers (2021), The Witchers (ab Staffel 2 2021), This Is Going to Hurt (2022), Anatomie eines Skandals (2022), Gossip Girl (ab 2022), Queen Charlotte: Eine Bridgerton-Geschichte (2023), Fallout (2024), Daredevil: Born Again (2025)
- David Thackeray: Industry (2020–2022), Sex Education (ab Staffel 2 2020), It’s a Sin (2021), Heartstopper (2022), 3 Body Problem (2024)

Kanada
- Casey Hudecki: Dein letztes Solo (2020), The Handmaid’s Tale – Der Report der Magd (Staffel 4 2021), Sex/Life (2021), Ginny & Georgia (2021–2023), Reacher (2022), The Boys (ab Staffel 3 2022), Gen V (2023), Infinity Pool (2023)
- Lindsay Somers: Jett (2019), Spinning Out (2020), Dein letztes Solo (2020), Jupiter’s Legacy (2021), Fellow Travelers (2023)

### Deutschsprachiger Raum
- Cornelia Dworak: Vienna Blood – Königin der Nacht (2019), Am Anschlag – Die Macht der Kränkung (2021), Jeanny – Das 5. Mädchen (2022)
- Julia Effertz:[43] Wild Republic (2021), Die Kaiserin (2022), Was wir fürchten (2023), Sam – ein Sachse (2023), Hagen (2023), Angemessen Angry (2024), Nine Perfect Strangers – Staffel 2 (2024), Schwarze Früchte (2024)
- Florian Federl: Unsere wunderbaren Jahre (2023), Kleo (2024)
- Katharina Haudum: HADES – Eine (fast) wahre Geschichte aus der Unterwelt (2023), Beasts Like Us (2024), Kafka (2024), What a Feeling (2024)
- Paula Alamillo Rodriguez: Luden (2023)[44]
- Anne Schäfer: Herrhausen – Der Herr des Geldes (2022), Intimate (2022), Himmel, Herrgott, Sakrament (2022), Die Toten von Marnow – Staffel 2 (2023)[45]
- Salome Schneebeli: Davos 1917 (2023)[46]
- Katja Weitzenböck: Intimate (2023), Polizeiruf 110: Funkensommer (2024)[47]